# Wan'Dale Robinson
Wan'Dale Robinson (Frankfort, Kentucky, 5 de enero de 2001) es un jugador profesional estadounidense de fútbol americano, se desempeña en la posición de wide receiver en New York Giants, en la National Football League (NFL).

## Carrera
Fue seleccionado en la Reunión Anual de Selección de Jugadores de la NFL de 2022. Hizo su debut profesional con el equipo New York Giants, lleva jugando dos temporadas.